# Veyrignac
Veyrignac é uma comuna francesa na região administrativa da Nova Aquitânia, no departamento Dordonha. Estende-se por uma área de 9,68 km². Em 2010 a comuna tinha 345 habitantes (densidade: 35,6 hab./km²).